# Rats on Rafts
Rats on Rafts is een Rotterdamse newwave- en postpunkband. Frontman David Fagan is een geboren Rotterdammer, maar gebruikt in de band de Ierse naam van zijn moeder. Samen met Arnoud Verheul vormt hij de kern van de band.

## Bandleden
Rats on Rafts bestaat uit:
- David Fagan - zang, gitaar
- Arnoud Verheul - gitaar
- Natasha van Waardenburg - basgitaar en synthesizer
- Guus van Tiem - drums

oud leden:
- Florian Veenhuis - basgitaar
- Joris Frowein - drums
- Matthijs Burgler - drums

## Biografie
De bandleden van Rats on Rafts kwamen bijeen in 2005 en brachten in 2008 hun eerste ep uit: So Long, And Thanks For All The Fish. Een verbintenis met het Rotterdamse Tocado Records kwam zonder eigen muziekuitgave ten einde, toen het label onverwachts stopte. Wel verscheen de band op de sampler-cd Tocado Bookings 2009. In 2010 coverde de band het nummer The Moneyman van Kiem, een Rotterdamse newwaveband uit de jaren tachtig. Na het uitbrengen van hun debuutalbum The Moon Is Big, op het Nederlandse label Subroutine Records in september 2011 kwam de band meer in de bekendheid. Ze traden live op in de studio van 3FM en waren in oktober 2011 'Hollandse Nieuwe van de Maand' bij 3voor12. Op 11 oktober trad Rats on Rafts op in De Wereld Draait Door.
Op 13 januari 2012 verscheen de cd-versie van The Moon Is Big op het hiphoplabel Top Notch, waarna de band een dag later aantrad op het Eurosonic Noorderslag-festival.
Rats on Rafts heeft, naast door Nederland, ook door Japan, Frankrijk, Duitsland en Groot-Brittannië getoerd.

## Discografie

### Albums
- The Moon Is Big (lp) (Subroutine Records), 2011)
- The Moon Is Big (cd- heruitgave) (Top Notch/Universal, 2012)
- Tape Hiss (lp) (Kurious Recordings/Subroutine Records, 2015)
- Excerpts From Chapter 3: The Mind Runs a Net of Rabbit Paths (lp) (Kurious Recordings/Fire Records, 2021)
- Deep Below (Fire Records, 2025)[8]

### Singles
- The Moneyman (2010)
- Emma-Sofia (2012)
- Powder Monkey (2014)
- Some Velvet Morning (2015)
- Where is my Dream? (2019)
- Osaka (2021)

### Ep's
- So Long, And Thanks For All The Fish (2008)